# Armenischer Fußballpokal 2015/16
Der armenische Fußballpokal 2015/16 war die 25. Austragung des Pokalwettbewerbs in Armenien.
Teilnehmer waren die acht Mannschaften aus der Bardsragujn chumb 2015/16. Der FC Banants Jerewan gewann zum dritten Mal den Pokal. Im Endspiel wurde Vorjahresfinalist MIKA Aschtarak mit 2:0 besiegt.

## Modus
Der Pokal wurde in drei Runden ausgetragen. Bis zum Halbfinale wurden die Sieger in Hin- und Rückspiel ermittelt. Bei Torgleichstand entschied zunächst die Anzahl der Auswärts erzielten Tore, danach eine Verlängerung, wurde in dieser nach zweimal 15 Minuten keine Entscheidung erreicht, folgte ein Elfmeterschießen, bis der Sieger ermittelt war. Das Finale wurde in einem Spiel in Jerewan ausgetragen.

## Viertelfinale
| Datum             |                       | Gesamt |                    | Hinspiel | Rückspiel |
| ----------------- | --------------------- | ------ | ------------------ | -------- | --------- |
| 21.10./04.11.2015 | MIKA Aschtarak        | 2:1    | FC Schirak Gjumri  | 1:1      | 1:0       |
| 21.10./04.11.2015 | FC Pjunik Jerewan     | 1:3    | Gandsassar Kapan   | 1:3      | 0:0       |
| 28.10./25.11.2015 | FC Alaschkert Martuni | 5:0    | FA Ararat Jerewan  | 1:0      | 4:0       |
| 28.10./25.11.2015 | FC Ulisses Jerewan    | 2:4    | FC Banants Jerewan | 0:3      | 2:1       |

## Halbfinale
| Datum             |                    | Gesamt         |                       | Hinspiel | Rückspiel |
| ----------------- | ------------------ | -------------- | --------------------- | -------- | --------- |
| 15.03./12.04.2016 | FC Banants Jerewan | (a)2:2(a)      | FC Alaschkert Martuni | 0:1      | 2:1       |
| 16.03./13.04.2016 | MIKA Aschtarak     | 1:1 6:5 i. E.) | Gandsassar Kapan      | 0:1      | 1:0 n. V. |

## Finale
| MIKA Aschtarak                                                      | MIKA Aschtarak | FC Banants Jerewan | FC Banants Jerewan |
| ------------------------------------------------------------------- | --- | --- | ------------------ |
| MIKA Aschtarak                                                      | \| 4. Mai 2016 in Jerewan (Wasken Sarkissjan Republikanisches Stadion) \| \| Ergebnis: 0:2 (0:2) \| \| Zuschauer: 3.000 \| \| Schiedsrichter: Suren Balijan \| | \| 4. Mai 2016 in Jerewan (Wasken Sarkissjan Republikanisches Stadion) \| \| Ergebnis: 0:2 (0:2) \| \| Zuschauer: 3.000 \| \| Schiedsrichter: Suren Balijan \| | FC Banants Jerewan |
| MIKA Aschtarak                                                      | Arsen Beglarjan – Nikita Tschitscherin, Dmitri Kudinow, Miloš Kovačević, Wardan Mowsisjan (46. Brahima Bruno Kone) – Dmitri Tschistjakow, Dmitrij Luschnikow, Aleksej Kiselew, Nasim Aaron Kpenia – Sergej Schumilin (80. Samwel Melkonjan), Michail Gorelischwili (80. Ioseb Tschachwaschwili) Cheftrainer: Sergei Juran | Stepan Ghasarjan – Vlatko Drobarov, Soslan Katschmasow, Lajonel Adams, Aslan Kalmanow – Miguel Pedro López (78. Wahagn Ajwasjan), Sawen Badojan (83. Jasmin Mecinović), Claudio Torrejón, Hakob Hakobjan (90.+1' Edgar Mowsesjan) – Atsamas Burajew, Laércio Gomes Costa Cheftrainer: Tito Ramallo ( Spanien) | FC Banants Jerewan |
| MIKA Aschtarak                                                      | 0:1 Laércio Gomes Costa (3., FE) 0:2 Atsamas Burajew (38.) | | FC Banants Jerewan |
| MIKA Aschtarak                                                      | Dmitri Tschistjakow, Sergej Schumilin, Nasim Aaron Kpenia, Dmitrij Luschnikow, Miloš Kovačević, Ioseb Tschachwaschwili | Vlatko Drobarov, Claudio Torrejón, Stepan Ghasarjan, Miguel Pedro López, Jasmin Mecinović | FC Banants Jerewan |
| 4. Mai 2016 in Jerewan (Wasken Sarkissjan Republikanisches Stadion) | | |                    |
| Ergebnis: 0:2 (0:2)                                                 | | |                    |
| Zuschauer: 3.000                                                    | | |                    |
| Schiedsrichter: Suren Balijan                                       | | |                    |